# Kiawah Island
Kiawah Island é uma cidade  localizada no estado norte-americano de Carolina do Sul, no Condado de Charleston.

Kiawah Island possui como pontos turísticos resorts, restaurantes finos e campos de golfe de categoria mundial, para além do Night Heron Park.

## Demografia
Segundo o censo norte-americano de 2000, a sua população era de 1163 habitantes.
Em 2006, foi estimada uma população de 1108, um decréscimo de 55 (-4.7%).

## Geografia
De acordo com o United States Census Bureau tem uma área de
35,1 km², dos quais 28,9 km² cobertos por terra e 6,2 km² cobertos por água. Kiawah Island localiza-se a aproximadamente 4 m acima do nível do mar.

## Localidades na vizinhança
O diagrama seguinte representa as localidades num raio de 20 km ao redor de Kiawah Island.